# Alberto Alberti
Alberto Alberti (Florença, 1386 - Grottaferrata, 11 de agosto de 1445) foi um cardeal do século XV.

## Biografia
Nasceu em Florença em 1386. De uma família nobre. Filho de Cipriano Alberti, podesta de Perugia, e Francesca de' Nobili. Foi chamado Cardeal de S. Eustáquio; ou de Camerino; ou de Albertis .
"Essendo uomo dottisimo e assai perito nella língua grega e latina ..." 
O antipapa João XXIII o chamou à corte papal. O Papa Martinho V manteve-o na corte e em 1420 nomeou-o tesoureiro pontifício em Bolonha. Cânon do capítulo da catedral metropolitana de Florença ca. 1425. Protonotário apostólico. O seu sucesso na carreira eclesiástica deveu-se sobretudo à estima e ao carinho do Papa Eugénio IV. O papa chamou-o de volta à Cúria e, em 1434, nomeou-o embaixador em Perugia, para negociar a questão dos bens que o bispo daquela cidade havia doado à Santa Sé. Em março de 1435, o papa confiou-lhe o governo de Perugia e em abril de 1435 o governo de Orvieto. Ele também foi enviado como embaixador a Francesco Sforza, para discutir a paz entre ele e os orvietanos.
Nomeado administrador da sé de Camerino, 4 de março de 1437. Consagrado, Perugia, 6 de outubro de 1437. Nunca assumiu diretamente o governo da diocese, embora tenha mantido o título mesmo após a elevação ao cardinalato; na diocese foi representado pelo vigário Antonio de Meha. Como bispo de Camerino, participou no Concílio de Florença, apoiando os esforços do Papa Eugénio IV para a reunião da Igreja Grega com a Igreja Latina, e interveio neste sentido nas negociações, beneficiando do seu profundo conhecimento da Línguas grega e latina. Para demonstrar a sua gratidão aos florentinos pela hospitalidade oferecida ao concílio, o papa criou-o cardeal, deixando-o também manter o bispado de Camerino e as abadias de S. Savino e Grottaferrata. Ele trabalhou zelosamente pela unidade da Igreja no Concílio de Florença.
Criado cardeal diácono no consistório de 18 de dezembro de 1439; recebeu a diaconia de S. Eustáquio, em 8 de janeiro de 1440. Chegou à cúria papal em Florença, em 25 de fevereiro de 1440. Nomeado legado na Sicília para reconciliar o duque René d'Anjou com o rei Alfonso d'Aragón, em 10 de junho de 1440. Ele foi notado em Florença em 24 de outubro de 1442. Retornou de Siena em 29 de junho de 1443. Nomeado camerlengo do Sagrado Colégio dos Cardeais, 4 de outubro de 1444; tomou posse em 15 de outubro e ocupou o cargo até sua morte. Foi um dos cardeais encarregados da causa da canonização de Bernardino di Siena.
Morreu em Grottaferrata em  11 de agosto de 1445, mosteiro de Grottaferrata. Sepultado na capela de S. Ilario da basílica patriarcal de Latrão, Roma (2) . No dia 23 de agosto, foram-lhe prestadas honras fúnebres muito solenes, na presença dos Gonfaloniere , da Signoria e dos Collegi , do partido Guelph, dos Ottos e dos Capitudine degli Arti . Parte do seu corpo foi levado para a igreja de S. Croce em Florença (3) , onde a sua família construiu um novo monumento em 1573.